# 西郷茂員
西郷 茂員（さいごう しげかず）は、江戸時代前期の安房国東条藩の世嗣。通称は数馬。

## 略歴
300俵の旗本・西郷用員（初代藩主西郷正員の三男で、2代藩主西郷延員の同母弟）の三男として誕生。母は木原義久の娘。幼名は万吉。
東条藩嫡子であった従兄弟の西郷氏員の早世によって、実子の居なくなった伯父・延員の養嗣子に迎えられた。
天和2年2月21日（1682年3月29日）には、東条藩の跡目として5代将軍・徳川綱吉に拝謁、のちに御小姓として取り立てられている。
しかし、貞享元年11月25日（1684年12月31日）に粗相があったのか、御小姓を廃されている。理由は不明である。そして同5年2月11日（1688年3月12日）には生家に送り返された。これで完全に東条藩の跡目から除外された。
代わって大村純長の五男・万之丞（寿員）が延員の婿養嗣子となった。